# Federico Salmón

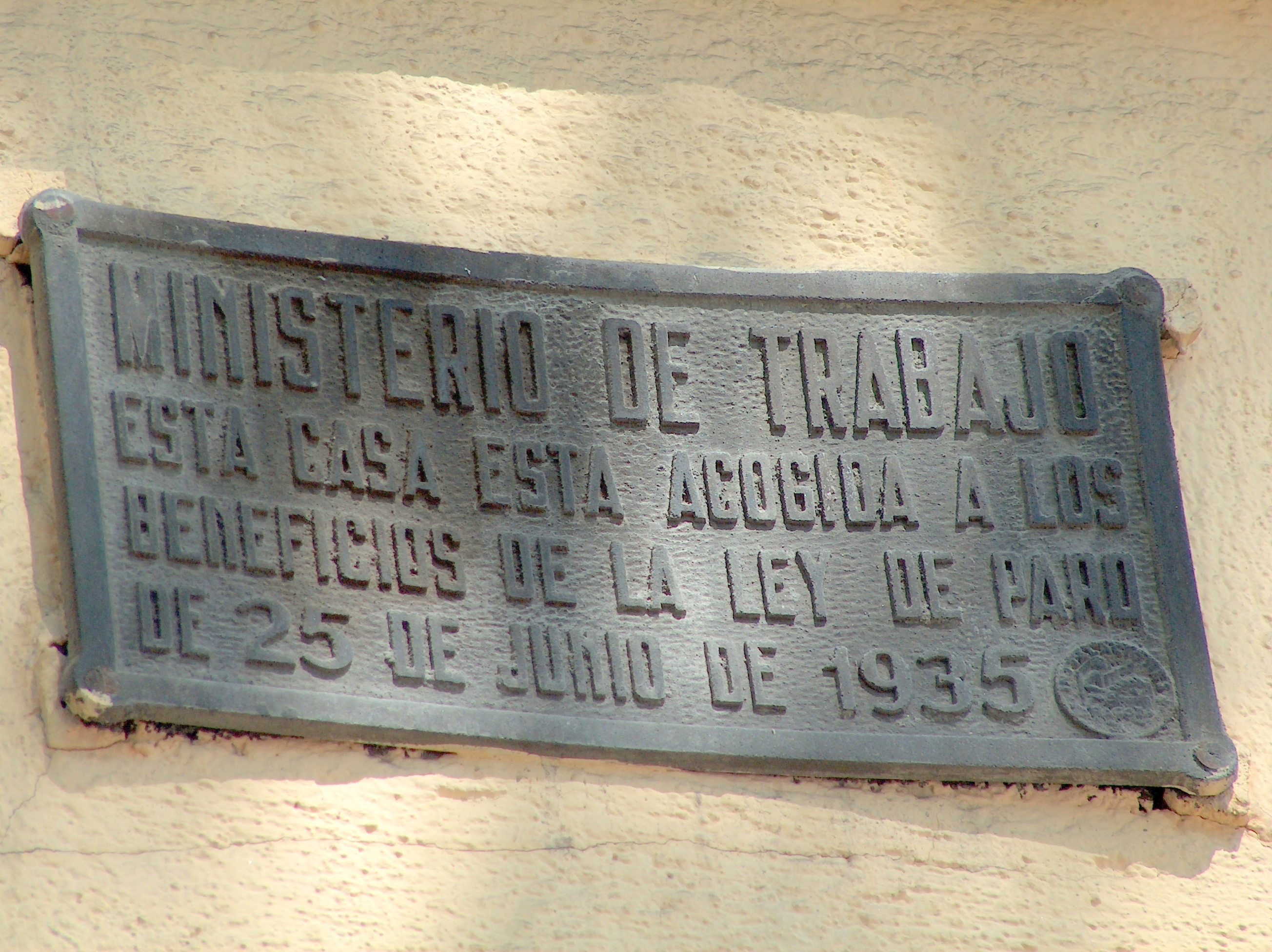
Placa de la Ley Salmón en un edificio de la Plaza de la Beata María Ana de Jesús, Barrio de Legazpi, Madrid.

Federico Salmón Amorín (Alicante, 27 de agosto de 1900-Paracuellos de Jarama, 7 de noviembre de 1936) fue un abogado del Estado, político y periodista español, ministro de Trabajo en dos ocasiones (1935) durante la Segunda República Española. Murió al comienzo de la Guerra Civil, víctima de la represión republicana, asesinado en el transcurso de las matanzas de Paracuellos.
Como ministro, impulsó la llamada «Ley Salmón» en 1935, una medida para combatir el paro en el sector de la construcción en un contexto de crisis económica. Como resultado, se promocionaron 3.000 edificios de viviendas de alquiler para la clase media con unas características arquitectónicas comunes que les han valido el sobrenombre de Casas Salmón. Dichos edificios no fueron "etiquetados" con placas metálicas que recordaban su origen hasta noviembre de 1941, cuando el ministro de Trabajo José Antonio Girón de Velasco ordenó su colocación. En arquitectura se denomina Estilo Salmón a los edificios construidos bajo la «Ley Salmón».

## Biografía
Su trayectoria está marcada por un compromiso con la causa social católica, iniciándose en el Colegio de San José de Valencia donde terminó como bachiller en el curso 1915-1916 con 15 años. En Valencia comenzó sus estudios universitarios pero su licenciatura en Derecho la obtuvo en la Universidad de Madrid en donde terminó la carrera en el curso 1920-21. Durante su etapa universitaria en Valencia fue destacado discípulo de José Conejos, S.J., dentro del Centro Escolar y Mercantil que dirigía este jesuita valenciano. A los 19 años ingresó en la Asociación Católica Nacional de Propagandistas (ACNdeP) y en 1920 se constituyó como primer presidente de la Federación de Estudiantes Católicos de Valencia para más tarde ser reconocido cofundador de la Confederación Nacional de Estudiantes Católicos. A su llegada a Madrid simultaneó la finalización de la carrera de Derecho, los cursos de doctorado, la participación en la configuración de los estudiantes católicos a nivel nacional, junto a Fernando Martín-Sánchez Juliá, Jesús Pabón, etc.,  y el trabajo como redactor en El Debate. A los dos años cesó como redactor de este diario católico para prepararse las oposiciones de abogado del Estado obteniendo, tras nueve meses, una plaza en dicho Cuerpo en 1924. Tras dudar donde ocuparla eligió como destino la ciudad de Murcia por consejo de su amigo José Ibáñez Martín. 

### Murcia, destino laboral y familiar
En 1926 fue nombrado asesor jurídico de la Confederación Hidrográfica del Segura, cargo que ocupó hasta la llegada de la II República. Simultáneamente obtuvo una plaza como profesor auxiliar de Derecho Político de la Universidad de Murcia. El 10 de noviembre de 1927 contrajo matrimonio con la murciana Concepción Jover Laborda; fruto del cual nació el 3 de agosto de 1928 su única hija, Dolores Salmón Jover.  
En septiembre de 1931 ocupó la dirección del diario La Verdad de Murcia realizando notables mejoras. Bajo su dirección se adquirió una moderna rotativa, al tiempo que gestionó la empresa Editorial ''La Verdad'', S.A. constituida ante notario con capital murciano, configurándola como la primera y nueva propietaria del rotativo. A los avances tecnológicos se sumó su captación del lector murciano, lo que se vio reflejado en que en menos de un año incrementó la tirada del nuevo rotativo en un 60%. No obstante, dicho triunfo no fue bien recibido en algunos ámbitos y a consecuencia de sus agudos editoriales fue hostigado para que abandonara la capital huertana por medio de un forzado traslado a la abogacía del Estado de Teruel a finales de 1932. Forzado porque no fue por iniciativa del Cuerpo ni debido a necesidades del mismo, sino que fue el resultado de una conspiración instigada desde elementos murcianos de izquierdas. Estas “vieron en Salmón a un contradictor temible y procuraron eliminarlo de Murcia”. Salmón no aceptó dicho destino al ser tramado por adversarios políticos y no por necesidades del Cuerpo y solicitó la excedencia como abogado del Estado, trasladándose a Madrid en busca de una nueva vida.

### Primer rector de CEU y secretario de la CEDA
A su llegada a Madrid en enero de 1933, fue nombrado primer rector del Centro de Estudios Universitarios (CEU). Compartía el claustro con Isidoro Martín Martínez, Mariano Sebastián Herrador, Juan Beneyto Pérez, Francisco Sánchez Miranda, Joaquín de la Sotilla, Pedro Gamero del Castillo y José Guallar López. Compaginaba el cargo de rector con las clases de tercer año en Derecho Administrativo y de primer año en Derecho Civil.
Simultáneamente trabajó conjuntamente con José María Gil Robles, siendo nombrado por éste secretario político de Acción Popular de Madrid. Salmón organizó el congreso que se celebró entre el 28 de febrero y los primeros días de marzo de 1933 de la Confederación Española de Derechas Autónomas (CEDA), del cual salió elegido primer secretario general. Militante de la CEDA, consiguió un acta de diputado por la provincia de Murcia en las elecciones generales de España de noviembre de 1933. Formó parte de la minoría popular agraria en el Congreso de los Diputados. En 1934 interpuso un voto particular en las Cortes  para que se creara una Comisión Parlamentaria con carácter especial que articulara una solución al problema del paro obrero con carácter de urgencia, que fue aprobado por la Cámara. Simultáneamente, Ángel Herrera Oria le eligió para que dirigiera el futuro diario Ya. No obstante, la Junta de la Editorial Católica determinó la incompatibilidad de dicho cargo con su trayectoria política; ante el dilema, Salmón optó por renunciar a dirigir el diario vespertino. Cuatro meses antes de que apareciera el nuevo diario, Federico Salmón fue designado ministro. 

### Ministro de la República
Formando parte de la derecha de centro,[cita requerida] fue ministro de Trabajo, Sanidad y Previsión Social entre el 6 de mayo y el 25 de septiembre de 1935 en el gobierno que presidía el radical Alejandro Lerroux. En el siguiente gobierno, presidido por Joaquín Chapaprieta ocupó la cartera de ministro de Trabajo y Justicia entre el 25 de septiembre y el 29 de octubre de 1935. Por último, entre el 29 de octubre y el 14 de diciembre de 1935, y nuevamente bajo la presidencia de Chapaprieta, ocupó la cartera de Trabajo, Justicia y Sanidad.
Durante su mandato, se aprobó la Ley de la Previsión contra el Paro de 26 de junio de 1935, conocida como Ley Salmón, que perseguía luchar contra el paro obrero mediante la construcción de viviendas, garantizando ventajas fiscales a los empresarios de la construcción, y promovió y reguló la construcción de escuelas rurales para la escolarización de los hijos de campesinos. Redactó 18 proyectos de ley en poco más de siete meses, entre los que cabe destacarse, también en Trabajo, la reforma de los jurados mixtos, la creación del Patronato Nacional de Socorro a los parados involuntarios, y la nueva dignidad que otorgó a los inspectores de Trabajo.
Cabe destacar su gestión al frente del Ministerio de Sanidad, en donde estableció una vertebración administrativa que es antecedente de nuestra actual Seguridad Social, la Ley de Coordinación Sanitaria. Entre su legislación para luchar contra las enfermedades endémicas que asolaban a España se encontraban: la lucha antivenérea, donde abolió por primera vez en España la reglamentación sobre la prostitución; la lucha antituberculosa, y otras; como la Ley de reorganización de la Asistencia Psiquiátrica nacional. En esta última nacionalizaba por primera vez la asistencia psiquiátrica, constituyéndola como privativa del Estado, y en la que quebraba la barrera que existía hacia estos pacientes, considerados hasta entonces como "especiales", integrando a los clasificados como enfermos mentales en la medicina ordinaria. Se regulaba por medio de la existencia de Dispensarios públicos de Higiene mental para allegar un diagnóstico precoz, y obligaba a que en toda capital de provincia existiera un Hospital psiquiátrico o un departamento psiquiátrico en los Hospitales provinciales respectivos. Con ello buscó, por un lado, no dejar ninguna provincia desasistida, y por otro sacar del abandono en que estos pacientes se encontraban, sobre todo los sin recursos, siendo el dinero público el que asumiera los gastos de tratamiento y sanatoriales de los pacientes pobres. También se ocupó de la lucha contra la lepra, cuya situación en aquella época era alarmante. Como católico era contrario al aborto, en tanto que además no estaba legalizado en la II República; no obstante articuló un decreto en virtud del cual defendió la vida de aquellas gestantes que quisieran interrumpir el embarazo por medio de obligar a quienes se lo practicaran a respetar su anonimato, ya que muchas de ellas recurrían a aficionados sin escrúpulos que daban lugar a su muerte. Estas tenían miedo de acudir a un sanitario profesional, puesto que éste hacía pública sus identidades en dicha asistencia.
En las elecciones generales de España de 1936 encabezó la candidatura del frente antirrevolucionario por la provincia de Murcia, no consiguiendo un acta de diputado a pesar de que los resultados provisionales parecían anunciar su victoria. A partir de su llegada al poder, Federico Salmón se retiró a sus trabajos profesionales para allegar los ingresos necesarios para vivir.

### La guerra civil: Paracuellos
Al estallar la guerra civil española se encontraba en Madrid en su residencia habitual en la calle Goya, 41, donde fue buscado por elementos de la izquierda radical. Se refugió en casa de Rafael Vinader Soler, un buen amigo de Murcia, exalumno y asistente de Salmón, que se encontraba provisionalmente en la capital. Ambos fueron detenidos el 14 de septiembre. Federico Salmón, tras una semana de retención en la Checa de Fomento, fue trasladado a la Cárcel Modelo por intervención de Manuel de Irujo, en un frustrado intento de salvarle la vida. En la Modelo a Federico Salmón se le instruyó un expediente por un delito de conspiración para la rebelión militar; expediente caracterizado por su arbitrariedad y carente de pruebas que pudieran relacionarle con la misma. Irujo, nacionalista vasco y ministro sin cartera, intervino nuevamente para que se aplazara el juicio, con objeto de impedir una sentencia fatal. El juicio no llegó a celebrarse, y sin juicio ni sentencia, el 7 de noviembre de 1936, Federico Salmón fue extraído de su celda, formando parte de la primera saca de las matanzas de Paracuellos de Jarama,  donde fue asesinado.